# Procattedrale della Santa Trinità
La procattedrale della Santa Trinità (in francese: Pro-cathédrale de la Sainte-Trinité) si trova a Ixelles (sobborgo di Bruxelles), nella 'rue Capitaine Crispel', ed è procattedrale per la diocesi di Gibilterra in Europa. Il nome originale della procattedrale era Chiesa di Cristo. La chiesa è stata infatti costituita nel 1958 con la fusione delle congregazioni anglicane della Chiesa di Cristo e della Chiesa della Resurrezione.